# Wapen van Tsjaad

Wapen van Tsjaad.

Het wapen van Tsjaad werd in 1970, een jaar na het uitroepen van de onafhankelijkheid, ingevoerd door president François Tombalbaye.

## Beschrijving
Het schild bestaat uit een gouden achtergrond met daarop blauwe, gekartelde horizontale balken. Boven de bovenste schildrand is een halve, rode zon afgebeeld. Schildhouders zijn links een gouden geit en rechts een gouden leeuw. Op beide schildhouders staat een rode pijl die naar boven gericht is. Onder het schild staat een medaille afgebeeld van de nationale orde van Tsjaad. Hieronder staat een band afgebeeld met de spreuk: UNITE TRAVAIL PROGRES (Nederlands: Eenheid, Arbeid, Progressie). De kleuren die in het wapen terugkomen, zijn dezelfde kleuren als in de vlag van Tsjaad.

## Symboliek
De blauwe horizontale balken op het schild symboliseren het Tsjaadmeer, het grootste meer van Tsjaad en een belangrijke levensader. De geit en leeuw representeren de natuur van het land. De geit voor het noordelijk gedeelte van het land met een woestijnklimaat. De leeuw het zuiden met het tropisch regenwoud. De veertien zonnestralen staan voor de veertien regio's van Tsjaad, die bestonden bij de oprichting van het land. Daarnaast staan de opkomende zon samen met de naar boven gerichte pijlen voor een nieuwe toekomst voor de politiek en arbeid in Tsjaad.
Algerije · Angola · Benin · Botswana · Burkina Faso · Burundi · Centraal-Afrikaanse Republiek · Comoren · Congo-Brazzaville · Congo-Kinshasa · Djibouti · Egypte · Equatoriaal-Guinea · Eritrea · Ethiopië · Gabon · Gambia · Ghana · Guinee · Guinee-Bissau · Ivoorkust · Kaapverdië · Kameroen · Kenia · Lesotho · Liberia · Libië · Madagaskar · Malawi · Mali · Marokko · Mauritanië · Mauritius · Mozambique · Namibië · Niger · Nigeria · Oeganda · Rwanda · Sao Tomé en Principe · Senegal · Seychellen · Sierra Leone · Soedan · Somalië · Swaziland · Tanzania · Togo · Tsjaad · Tunesië · Westelijke Sahara · Zambia · Zimbabwe · Zuid-Afrika · Zuid-Soedan
Afhankelijke gebieden:
Brits Territorium in de Indische Oceaan · Canarische Eilanden · Ceuta · Melilla · Madeira · Mayotte · Réunion · Sint-Helena · Tristan da Cunha